# 신디 버즈비
신디 버즈비(Cindy Busby, 1983년 3월 18일 ~ )는 캐나다의 배우이다.
몬트리올에서 태어났다.

## 출연 작품
- 럭키 인 러브 (2014년)
- The Wedding Chapel (2013)
- 12 라운드 2 (2013) - 세라 멀로이 역
- 고스트 스톰 (2011, Ghost Storm)
- 메가 사이클론 스톰 (2011, Mega Cyclone) - 수전 역
- 베헤모스: 괴물의 습격 (2011, Behemoth) - 그레이스 역
- 더 빅 이어 (2011) - 수지 역
- 윔피 키드 (2010)
- 데드 라이크 미: 라이프 애프터 데스 (2009년)
- 아메리칸 파이 7: 사랑의 금서 (2009년)
- 픽쳐 디스 (2008년) - 리사 크로스 역
- 어 라이프 인터럽티드 (2007년) - 크리스털 역
- 스릴 오브 더 킬 (2006년)

### 텔레비전
- 언드레스드 (2002, Undressed)
- 하트랜드 (2007-14)